# Athlétisme aux Jeux du Commonwealth britannique de 1974
Navigation
Les épreuves d'athlétisme des Jeux du Commonwealth britannique de 1974 se déroulent du 24 janvier au 2 février 1974 au Queen Elizabeth II Park de Christchurch, en Nouvelle-Zélande.
Sitiveni Rabuka, porte-drapeau de la délégation fidjienne lors de la cérémonie d'ouverture et surtout futur auteur des coups d'État de 1987 aux Fidji puis Premier ministre, participe aux épreuves de lancer de poids, de lancer de disque, de lancer du marteau et du décathlon, sans y obtenir de médaille.

## Résultats

### Hommes
| Épreuves          | Or                                                                         | Argent                                                                     | Bronze                                                                         |
| ----------------- | -------------------------------------------------------------------------- | -------------------------------------------------------------------------- | ------------------------------------------------------------------------------ |
| 100 m             | Don Quarrie 10 s 38                                                        | John Mwebi 10 s 51                                                         | Ohene Karikari 10 s 51                                                         |
| 200 m             | Don Quarrie 20 s 73                                                        | George Kofi Daniels 20 s 97                                                | Bevan Smith 21 s 08                                                            |
| 400 m             | Charles Asati 46 s 04                                                      | Silver Ayoo 46 s 07                                                        | Claver Kamanya 46 s 16                                                         |
| 800 m             | John Kipkurgat 1 min 43 s 91                                               | Mike Boit 1 min 44 s 39                                                    | John George Walker 1 min 44 s 92                                               |
| 1 500 m           | Filbert Bayi 3 min 32 s 16                                                 | John George Walker 3 min 32 s 52                                           | Ben Jipcho 3 min 33 s 16                                                       |
| 5 000 m           | Ben Jipcho 13 min 14 s 4                                                   | Brendan Foster 13 min 14 s 6                                               | David Black 13 min 23 s 6                                                      |
| 10 000 m          | Dick Tayler 27 min 46 s 4                                                  | David Black 27 min 48 s 6                                                  | Richard Juma 27 min 57 s 0                                                     |
| Marathon          | Ian Thompson 2 h 09 min 12 s                                               | Jack Foster 2 h 11 min 18 s                                                | Richard Mabuza 2 h 12 min 54 s                                                 |
| 3 000 m steeple   | Ben Jipcho 8 min 20 s 8                                                    | John Davies 8 min 24 s 8                                                   | Evans Mogaka 8 min 28 s 6                                                      |
| 110 m haies       | Fatwell Kimaiyo 13 s 69                                                    | Berwyn Price 13 s 84                                                       | Max Binnington 13 s 88                                                         |
| 400 m haies       | Alan Pascoe 48 s 83                                                        | Bruce Field 49 s 32                                                        | Bill Koskei 49 s 34                                                            |
| 20 miles marche   | John Warhurst 2 h 35 min 23 s                                              | Roy Thorpe 2 h 39 min 02 s                                                 | Peter Fullager 2 h 48 min 08 s                                                 |
| 4 × 100 m         | Australie Andrew Ratcliffe Graham Haskell Greg Lewis Laurie D'Arcy 39 s 31 | Ghana Albert Lomotey George Kofi Daniels Kofi Okyir Ohene Karikari 39 s 61 | Nigeria Benedict Majekodunmi James Olakunle Kola Abdulai Timon Oyebami 39 s 70 |
| 4 × 400 m         | Kenya Charles Asati Francis Musyoki Julius Sang Bill Koskei 3 min 04 s 43  | Angleterre Alan Pascoe Andy Carter John Wilson Bill Hartley 3 min 06 s 66  | Ouganda Pius Olowu Samuel Kakonge Silver Ayoo William Dralu 3 min 07 s 45      |
| Saut en hauteur   | Gordon Windeyer 2,16 m                                                     | Lawrie Peckham 2,14 m                                                      | Claude Ferragne 2,12 m                                                         |
| Saut à la perche  | Donald Baird 5,05 m                                                        | Michael Bull 5,00 m                                                        | Brian Hooper 5,00 m                                                            |
| Saut en longueur  | Alan Lerwill 7,94 m                                                        | Christopher Commons 7,92 m                                                 | Joshua Owusu 7,75 m                                                            |
| Triple saut       | Joshua Owusu 16,50 m                                                       | Mohinder Gill 16,44 m                                                      | Moise Pomaney 16,23 m                                                          |
| Lancer du poids   | Geoffrey Capes 20,74 m                                                     | Michael Winch 19,36 m                                                      | Bruce Pirnie 18,68 m                                                           |
| Lancer du disque  | Robin Tait 63,08 m                                                         | Bill Tancred 59,48 m                                                       | John Hillier 57,22 m                                                           |
| Lancer du marteau | Ian Chipchase 69,56 m                                                      | Howard Payne 68,02 m                                                       | Peter John Farmer 67,48 m                                                      |
| Lancer du javelot | Charles Clover 84,92 m                                                     | David Travis 79,92 m                                                       | John Mayaka 77,56 m                                                            |
| Décathlon         | Michael Bull 7 417 pts                                                     | Barry King 7 277 pts                                                       | Bob Lethbridge 7 270 pts                                                       |

### Femmes
| Épreuves          | Or                                                                              | Argent                                                                             | Bronze                                                                       |
| ----------------- | ------------------------------------------------------------------------------- | ---------------------------------------------------------------------------------- | ---------------------------------------------------------------------------- |
| 100 m             | Raelene Boyle 11 s 27                                                           | Andrea Lynch 11 s 31                                                               | Denise Boyd 11 s 50                                                          |
| 200 m             | Raelene Boyle 22 s 50                                                           | Denise Boyd 22 s 73                                                                | Alice Annum 22 s 90                                                          |
| 400 m             | Yvonne Saunders 51 s 67                                                         | Verona Elder 51 s 94                                                               | Charlene Rendina 52 s 08                                                     |
| 800 m             | Charlene Rendina 2 min 01 s 11                                                  | Sue Haden 2 min 02 s 04                                                            | Sabina Chebichi 2 min 02 s 61                                                |
| 1 500 m           | Glenda Reiser 4 min 07 s 78                                                     | Joan Allison 4 min 10 s 66                                                         | Thelma Wright 4 min 12 s 26                                                  |
| 100 m haies       | Judy Vernon 13 s 45                                                             | Dorothy Dell 13 s 54                                                               | Modupe Oshikoya 13 s 69                                                      |
| 4 × 100 m         | Australie Denise Boyd Jennifer Lamy Raelene Boyle Robin Boak 43 s 51            | Angleterre Barbara Martin Andrea Lynch Judy Vernon Sonia Lannaman 44 s 30          | Ghana Alice Annum Hannah Afriyie Josephine Ocran Rose Asiedua 44 s 35        |
| 4 × 400 m         | Angleterre Jannette Roscoe Ruth Kennedy Susan Pettett Verona Elder 3 min 29 s 2 | Australie Charlene Rendina Judith Peckham Margaret Ramsay Terri Cater 3 min 30 s 7 | Canada Brenda Walsh Marg Stride Maureen Crowley Yvonne Saunders 3 min 33 s 9 |
| Saut en hauteur   | Barbara Lawton 1,84 m                                                           | Louise Hanna 1,82 m                                                                | Brigette Reid 1,80 m                                                         |
| Saut en longueur  | Modupe Oshikoya 6,46 m                                                          | Brenda Heisler 6,38 m                                                              | Ruth Howell 6,38 m                                                           |
| Lancer du poids   | Jane Haist 16,12 m                                                              | Valerie Young 15,29 m                                                              | Jean Roberts 15,24 m                                                         |
| Lancer du disque  | Jane Haist 55,52 m                                                              | Christie Payne 53,94 m                                                             | Carol Martin 53,16 m                                                         |
| Lancer du javelot | Petra Rivers 55,48 m                                                            | Jennifer Symon 52,14 m                                                             | Sharon Corbett 50,26 m                                                       |
| Pentathlon        | Mary Peters 4 455 pts                                                           | Modupe Oshikoya 4 423 pts                                                          | Ann Simmonds 4 236 pts                                                       |

## Tableau des médailles
| Rang | Nation           | Or | Argent | Bronze | Total |
| ---- | ---------------- | -- | ------ | ------ | ----- |
| 1    | Angleterre       | 10 | 13     | 5      | 28    |
| 2    | Australie        | 8  | 7      | 7      | 22    |
| 3    | Kenya            | 6  | 2      | 6      | 14    |
| 4    | Canada           | 4  | 2      | 6      | 12    |
| 5    | Nouvelle-Zélande | 2  | 4      | 2      | 8     |
| 6    | Irlande du Nord  | 2  | 1      | 0      | 3     |
| 7    | Jamaïque         | 2  | 0      | 0      | 2     |
| 8    | Ghana            | 1  | 2      | 5      | 8     |
| 9    | Nigeria          | 1  | 1      | 2      | 4     |
| 10   | Tanzanie         | 1  | 0      | 1      | 2     |
| 11   | Pays de Galles   | 0  | 2      | 1      | 3     |
| 12   | Ouganda          | 0  | 1      | 1      | 2     |
| 13   | Inde             | 0  | 1      | 0      | 1     |
| 13   | Écosse           | 0  | 1      | 0      | 1     |
| 14   | Swaziland        | 0  | 0      | 1      | 1     |

## Légende
Records et Performances
- AR : Record continental (area record)
- CR : Record des championnats (championship record)
- MR : Record du meeting (meet record)
- NR : Record national (national record)
- OR : Record olympique (olympic record)
- PR : Record paralympique (paralympic record)
- PB : Record personnel (personal best)
- SB : Meilleure performance personnelle de la saison (season's best)
- WL : Meilleure performance mondiale de l'année (world leader)
- WJR : Record du monde junior (world junior record)
- WR : Record du monde (world record)

Circonstances et Conditions
- DNF : N'a pas terminé (did not finish)
- DNS : N'a pas pris le départ (did not start)
- DQ : Disqualification (disqualification)
- NM : Aucun essai valable enregistré (No Mark)
- Q : Qualifié « directement » au prochain tour (ou à la prochaine compétition), lors d'une compétition majeure, grâce au classement ou à la réalisation des minima (automatic qualifier)
- q : Qualifié au prochain tour (ou à la prochaine compétition), lors d'une compétition majeure, grâce au repêchage ou à la réalisation de l'une des meilleures performances parmi celles des « non qualifiés directement » (grâce au meilleur temps ou à la meilleure distance par exemple) (secondary qualifier)